# 克勉六世

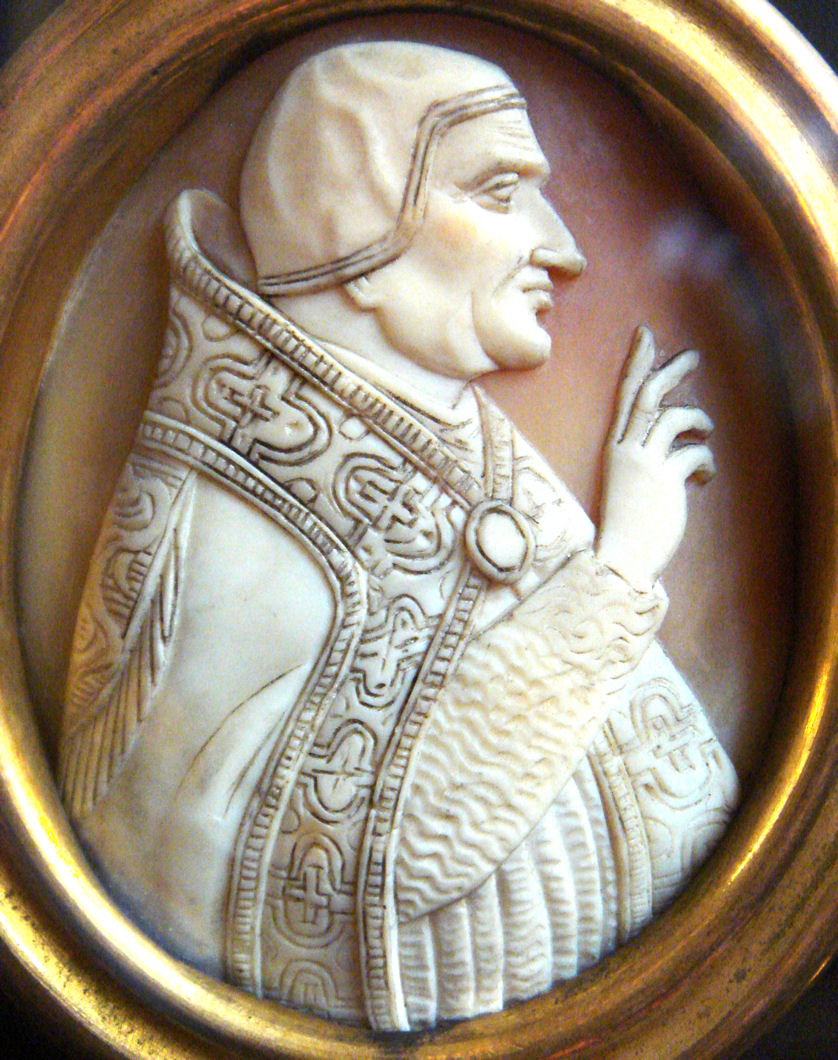
克勉六世側身象牙雕像

克勉六世（拉丁語：Clemens PP. VI；1291年5月26日—1352年12月6日）原名伯多祿·羅熱爾（Pierre Roger），1342年5月7日當選教宗，同年5月19日即位至1352年12月6日為止。他是本篤會產生過的24位教宗之一，死於中世紀黑死病。

## 譯名列表
- 六世：天主教香港教區禮儀委員會：禧年專頁（页面存档备份，存于）作。
- 六世：香港天主教教區檔案　歷任教宗作。
- 克雷芒六世：《大英簡明百科知識庫》2005年版[永久]、《世界人名翻譯大辭典》1993年版作克雷芒。